# Base de Schauder
En analyse fonctionnelle (mathématique), la notion de base de Schauder est une généralisation de celle de base (algébrique). La différence vient du fait que dans une base algébrique, on considère des combinaisons linéaires finies d'éléments, alors que pour des bases de Schauder elles peuvent être infinies. Ceci en fait un outil plus adapté pour l'analyse des espaces vectoriels topologiques de dimension infinie, en particulier les espaces de Banach.
Les bases de Schauder furent introduites en 1927 par Juliusz Schauder,, qui explicita un exemple pour C([0, 1]).

## Définition
Soit X un espace de Banach sur ℝ ou ℂ. Une suite {\displaystyle (e_{n})_{n\in \mathbb {N} }} d'éléments de X est une base de Schauder de X si, pour tout x ∈ X, il existe une unique suite {\displaystyle (a_{n})_{n\in \mathbb {N} }} de scalaires telle que 
{\displaystyle x=\sum _{n=0}^{\infty }a_{n}e_{n},}
au sens de la convergence en norme dans X. Les scalaires {\displaystyle a_{n}} sont alors appelés les coordonnées de x.

## Exemples et propriétés

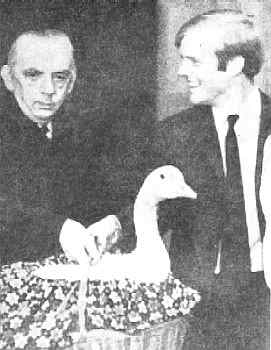
En 1972, Stanisław Mazur offre à Per Enflo l'oie vivante qu'il avait promise en 1936 dans le Livre écossais à qui résoudrait le problème d'approximation.

- Les bases de Schauder d'un espace vectoriel de dimension finie sur un corps topologique complètement valuable non discret, muni de l'unique topologie qui en fait un espace vectoriel topologique séparé, sont ses bases au sens algébrique.
- Une base algébrique d'un espace de Banach de dimension infinie n'est jamais dénombrable — c'est une conséquence du théorème de Baire — donc n'est pas une base de Schauder.
- Si X = c0 ou X = ℓp, 1 ≤ p < +∞, la suite canonique (δn)n∈ℕ définie par {\displaystyle \delta _{n}=(0,...,0,{\stackrel {n}{1}},0,...)}est une base de Schauder.
- En particulier (cas p = 2), une base hilbertienne d'un espace de Hilbert séparable est une base de Schauder.
- Le système de Haar forme une base de Schauder de Lp([0, 1]), 1 ≤ p < +∞.
- Le système trigonométrique forme une base de Schauder de Lp([0, 2π]), 1 < p < +∞. Pour p = 2, c'est une conséquence du théorème de Riesz-Fischer.
- L'espace C([0, 1]) des fonctions continues sur [0, 1], muni de la norme de la convergence uniforme, possède une base de Schauder[3].
- Si l'espace X a une base de Schauder, alors il est séparable et a la propriété d'approximation bornée (d'après le théorème de Banach-Steinhaus, les fonctions coordonnées forment une suite uniformément bornée de formes linéaires continues). Per Enflo[4] a construit un espace de Banach réflexif séparable n'ayant pas la propriété d'approximation, donc sans base de Schauder.
- Un théorème de Stanisław Mazur assure qu'un espace de Banach de dimension infinie possède toujours un sous-espace de dimension infinie ayant une base de Schauder.

## Base inconditionnelle
Une base de Schauder {\displaystyle (e_{n})_{n\in \mathbb {N} }} de X est dite inconditionnelle si pour tout x ∈ X, la série représentant x converge inconditionnellement, c'est-à-dire si l'on peut sommer ses termes sans tenir compte de l'ordre.
Les bases de Schauder canoniques de c0 ou ℓp, 1 ≤ p < +∞, ainsi que les bases hilbertiennes d'un espace de Hilbert séparable sont inconditionnelles.
Pour 1 < p < +∞, le système trigonométrique n'est pas une base inconditionnelle de Lp([0, 2π]), sauf pour p = 2.
Pour 1 < p < +∞, le système de Haar forme une base inconditionnelle de Lp([0, 1]).
L'espace de Tsirelson (en) a une base inconditionnelle.
Les espaces qui jouissent de la propriété de Daugavet — comme L1([0, 1]) et C([0,1]) — n'ont pas de base inconditionnelle ; ils ne peuvent même pas se plonger dans un espace ayant une base inconditionnelle.
Une question naturelle est de savoir si un espace de Banach de dimension infinie possède toujours un sous-espace de dimension infinie ayant une base inconditionnelle. Ce problème a été résolu par Timothy Gowers et Bernard Maurey par la négative.